# Las Lomas, Misantla
Las Lomas är en ort i Mexiko.   Den ligger i kommunen Misantla och delstaten Veracruz, i den sydöstra delen av landet, 240 km öster om huvudstaden Mexico City. Las Lomas ligger 758 meter över havet och antalet invånare är 294.
Terrängen runt Las Lomas är bergig söderut, men norrut är den kuperad. Runt Las Lomas är det ganska tätbefolkat, med 111 invånare per kvadratkilometer. Närmaste större samhälle är Misantla, 12,6 km norr om Las Lomas. I omgivningarna runt Las Lomas växer i huvudsak städsegrön lövskog.